# كنائس إيفانوفو المنحوتة في الصخر
كنائس إيفانوفو الصخرية المحفورة (في اللغة البلغارية Ивановски скални църкви)، هي مجموعة من الكنائس والأديرة المحفورة في الصخور الصلبة وتقع في بلغاريا، بالقرب من قرية إيفانوفو، مقاطعة روسه، على بعد 20 كم جنوب روسه، على ضفاف صخرية عالية ترتفع بمقدار 32 مترا فوق مستوى سطح البحر.

## صور

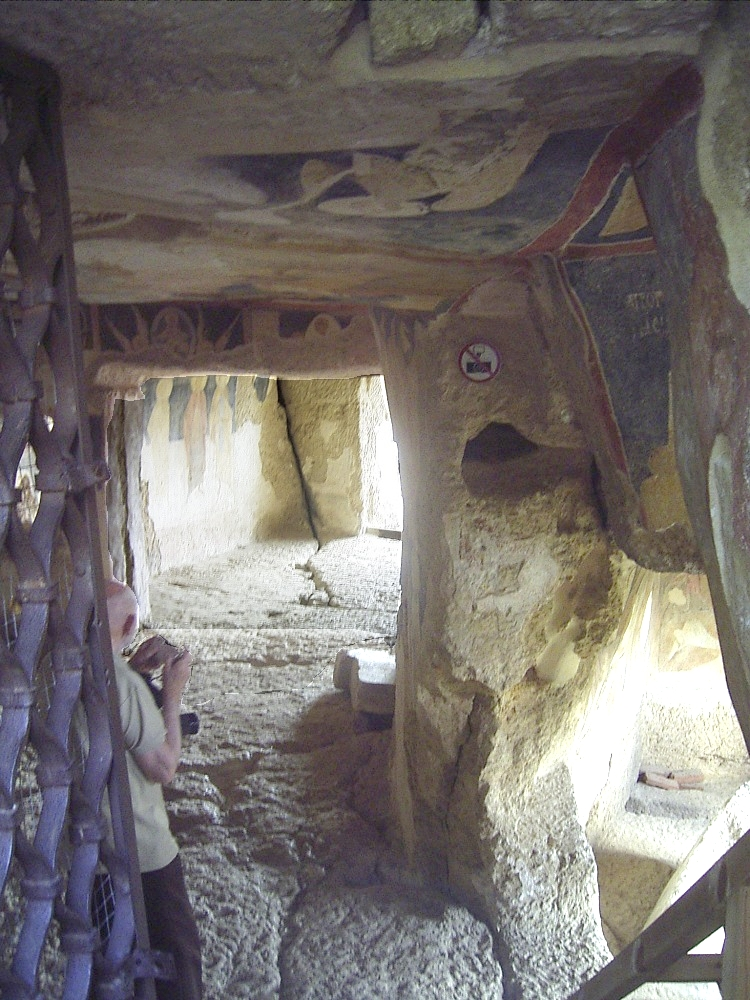
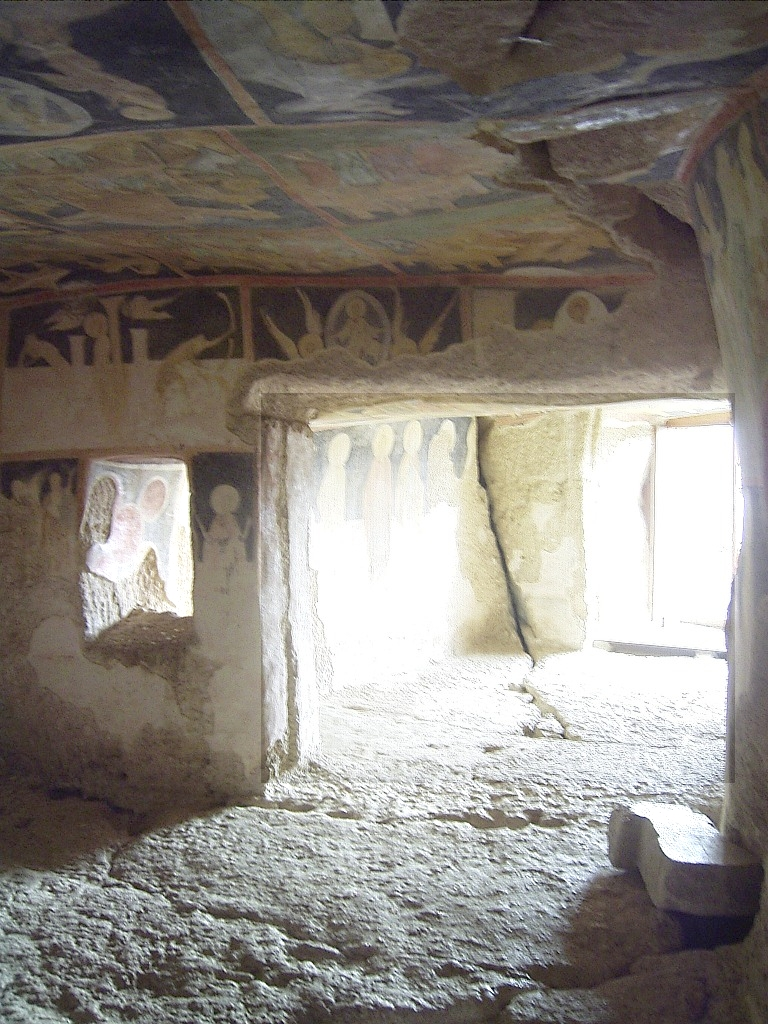
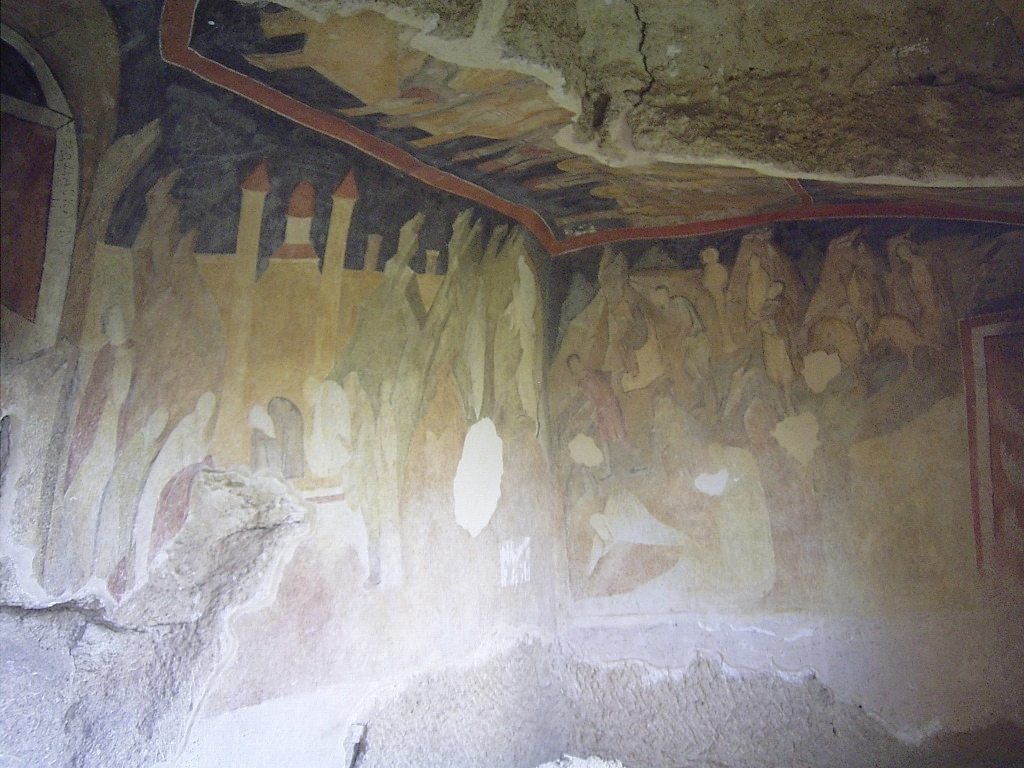
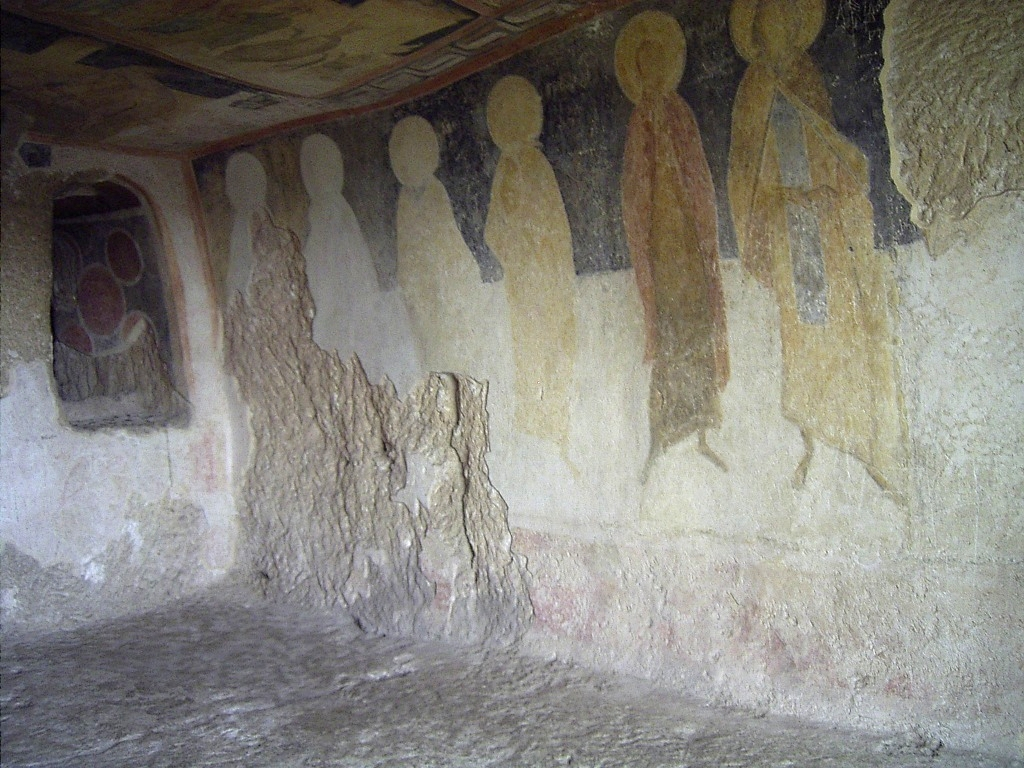
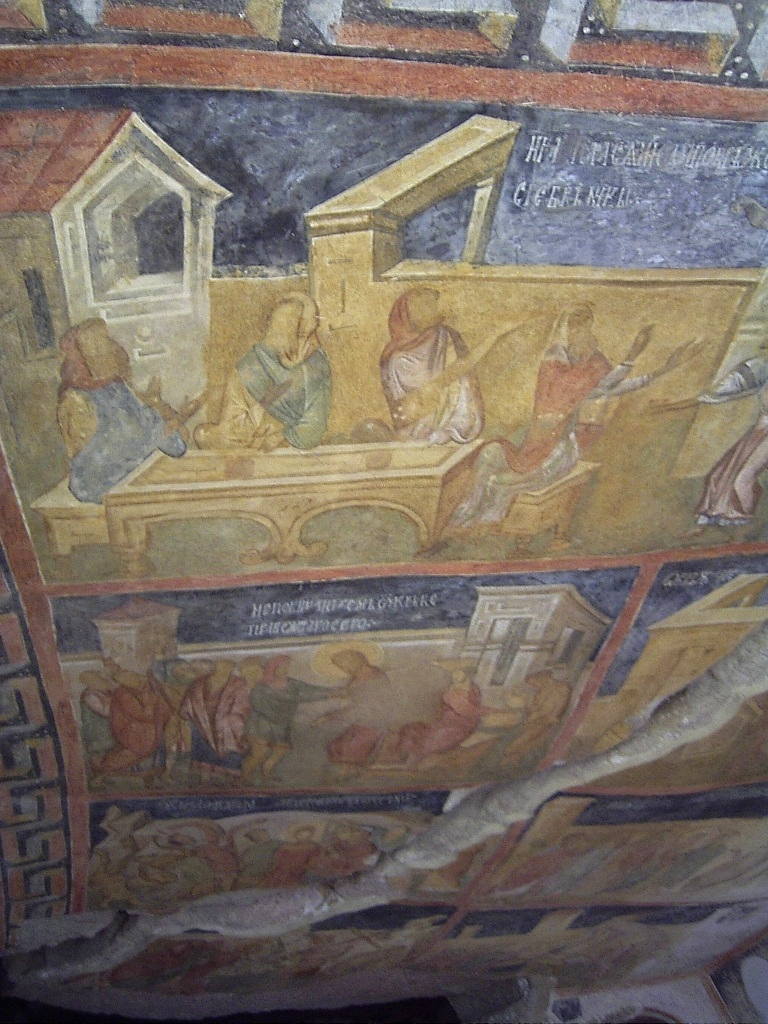
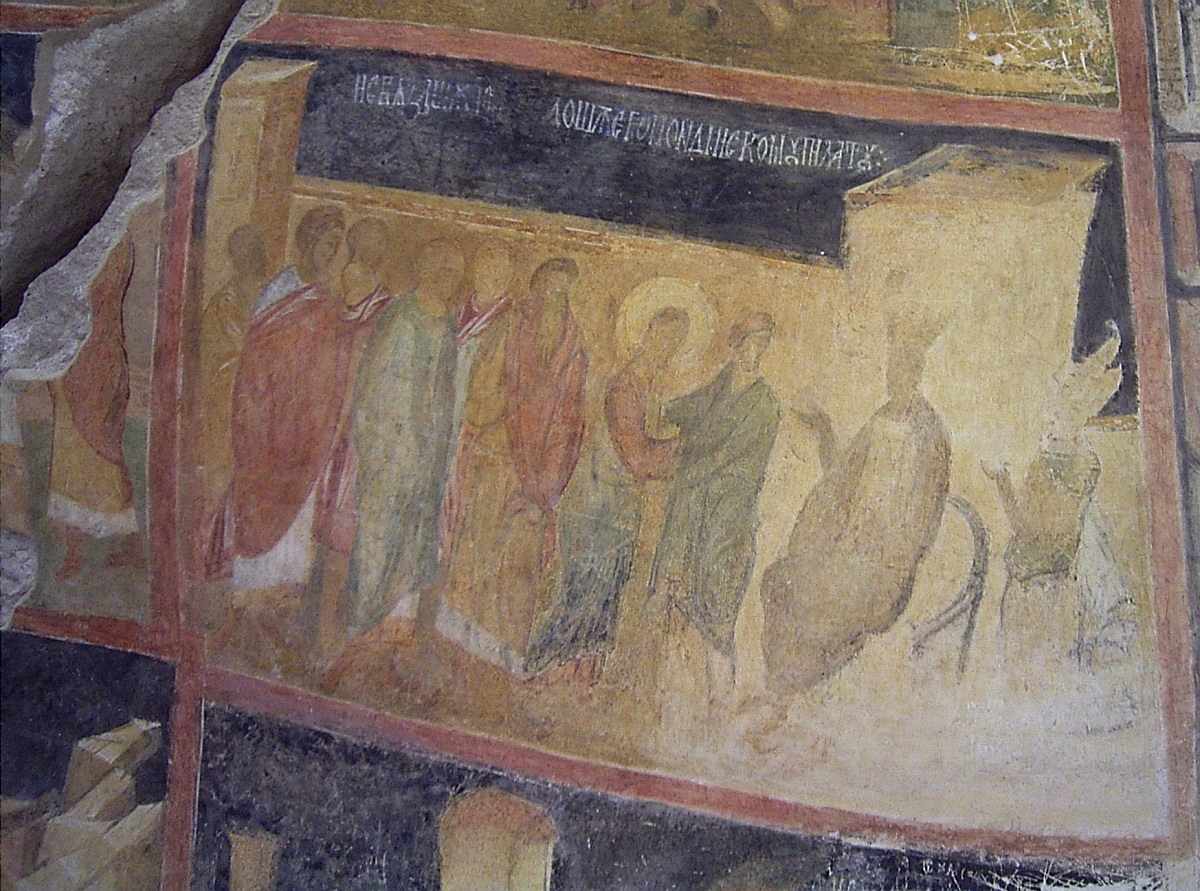

## روابط خارجية
- Rock-Hewn Churches of Ivanovo at whc.يونسكو.org
- Velmans, Tania. Les Fresques d'Ivanovo et la peinture byzantine à la fin du Moyen Âge. - Journal des savants. 1965, N°1. pp. 358-412